# Zespół Romano-Warda
Zespół Romano i Warda (zespół długiego QT, ang. Romano-Ward syndrome, RWS, long QT syndrome 1) – to choroba dziedziczna, dziedziczona autosomalnie dominująco.
Jej wiodącym objawem jest wydłużenie odstępu QT w elektrokardiogramie.
Zespół długiego QT charakteryzuje się okresowym lub stałym wydłużeniem odstępu QT elektrokardiogramu, co predysponuje do występowania częstoskurczu komorowego typu torsade de pointes, mogącego doprowadzić do zgonu, najczęściej występującego w dzieciństwie po wysiłku fizycznym bądź bodźcu emocjonalnym.
Rozpoznanie ustala się stosując tzw. kryteria Schwartza i do rozpoznania konieczne jest wystąpienie 2 kryteriów dużych i 2 małych.
Kryteria duże
- Skorygowany odstęp QT przewyższa 0,44 s
- występują omdlenia wywołane stresem
- w rodzinie występuje wydłużenie odstępu QT

Kryteria małe
- naprzemienne załamki T
- bradykardia
- występują inne cechy świadczące o zaburzonej repolaryzacji komór.